# Brienne-i Alfonz
Brienn-i Alfonz (Alphonse de Brienne) (Akko, 1228 − Tunisz, 1270. augusztus 25.) Eu grófja, Franciaország nagymestere (Grand chambrier de France).
Brienn-i Alfonz I. János jeruzsálemi király és Kasztíliai Berengária fiaként született Akkóban. 1250 előtt feleségül vette Lusignan Máriát (c. 1223–1260), Eu grófnőjét, és ezzel megszerezte Eu grófi címét. A párnak legalább két gyereke született: a későbbi I. Brienne-i János és Blanka. Brienne-i Alfonz 1258-tól Franciaország nagymestere volt. Részt vett a keresztes hadjáratban, ennek során halt meg 1270-ben Tuniszban, járványos megbetegedésben.